# Laie-Hawaii-Tempel

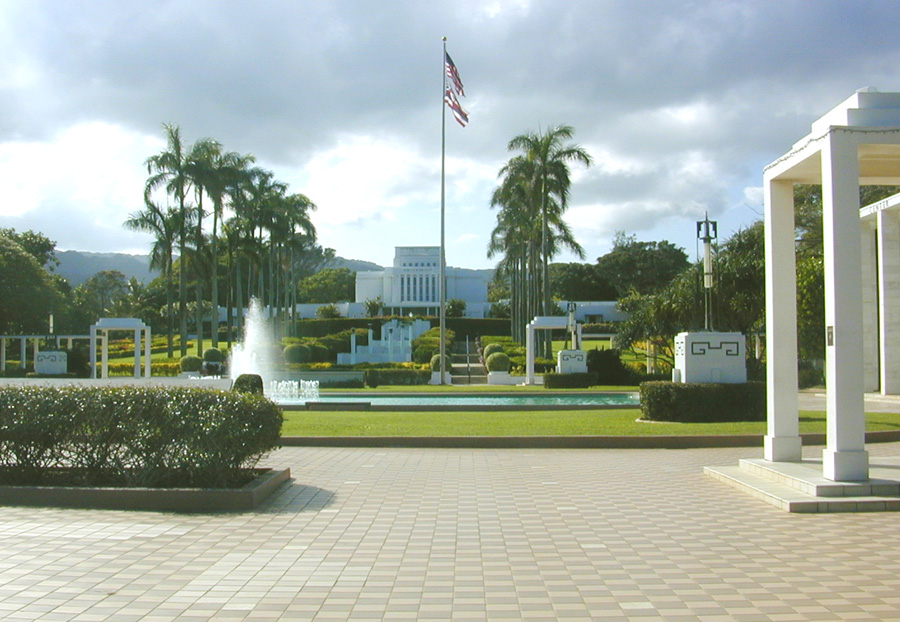
Der Lāʻie-Hawaiʻi-Tempel

Der Lāʻie-Hawaiʻi-Tempel ist der fünfte Tempel der Kirche Jesu Christi der Heiligen der Letzten Tage.
Er wurde in Lāʻie auf der Insel Oʻahu auf einem 11,4 Acre großen Gelände einer ehemaligen Zuckerrohr-Plantage errichtet, welche 1865 erworben wurde. Zuvor musste die an dieser Stelle errichtete Kapelle verschoben werden. Zum Bau wurden einheimische Materialien wie Lavagestein und Korallen verwendet. Das Holz stammt teilweise von einem vor Ort gestrandeten Frachter, das der Kapitän den Erbauern schenkte, wenn sie es nur selbst ablüden. Der auf eine Fläche von 3717 m² erweiterte Tempel (im Foto Hintergrund) soll im Aussehen dem Salomonischen Tempel ähnlich sein, soweit sich dieses heute noch rekonstruieren lässt. Besucher des daneben gelegenen Polynesischen Kulturzentrums (PCC), haben die Gelegenheit, per kostenloser Bustour, ein dem Tempel angeschlossenes Museum (Visitor Center genannt, im Foto vorne rechts) zu besuchen, was auch jedem anderen Touristen offensteht. Die Geschichte, Sinn und Zweck von Tempeln im Juden- und Christentum werden dargestellt, auf Wunsch mit Führung. Ein zweiter Tempel in Hawaii steht in Kailua-Kona, Big Island.

## Meilensteine
| Weihe des Standortes | 1. Oktober 1915       |
| Ankündigung          | 3. Oktober 1915       |
| Erster Spatenstich   | 8. Februar 1916       |
| Weihung              | 27.–30. November 1919 |
| Erneute Weihung      | 13.–15. Juni 1978     |